# Pau Sif
Pau Sanchis y Ferrer conocido por su nombre artístico Pau Sif (Puebla de Farnals, 1978) es un poeta y traductor español.

## Biografía
Licenciado en Filología Catalana por la Universidad de Valencia, ha trabajado de corrector, en la docencia de educación secundaria y ha sido profesor de literatura catalana en la Universidad de Zadar (Croacia). Participa en cursos y festivales de poesía regularmente, recitando poemas propios, de otros poetas o traducciones que ha hecho de autores croatas e italianos.
Su primer poemario es Ferralla (edit. Quaderns de Rafalell) publicado en 1997. Más tarde, en 2005 ganó el XXIV Premio de Poesía Senyoriu Ausiàs March, de Beniarjó, con el poemario Tríptic d'un carrer (Edicions Tres i Quatre).
En 2010, publicó su poema Viatger que s'extravia (Edicions Documenta Balear-La cantàrida), donde refleja entre otras cosas, recuerdos de infancia o lugares y ciudades que conoció durante sus estancias en Croacia (Dalmacia) y el Adriático. Un año más tarde gana el XIV Certamen de Poesía Marc Granell-Vila d'Almussafes con el poemario-novela Breakfast at Saint Anthony's Market que fue publicado por Edicions 96 en 2011. La obra es una pequeña novela ordenada en poemas, donde narra un descenso en las noches barcelonesas de 1910 a 2010.
Como traductor, afronta entre otros textos, el irreverente poemario Blasfèmia (Edicions 96, 2011) del malogrado poeta croata Janko Polić Kamov. También ha publicado, en colaboración con Maria Josep Escrivà, Ai, València! Poemes 1017-2002 (Edicions 96, 2003), una antología poética de decenas de poetas que hablan sobre Valencia desde el siglo XI hasta el siglo XXI. Ha sido incluido en las antologías Jocs Florals a Cavanilles (Universidad de Valencia, 2005), Joves poetes catalans (Brosquil, 2004) y Solcs de paraules, antología de poetas de l’Horta Nord (Llibres de l’Aljamia, 2001).

## Obra
- Pau Sif (1997). Ferralla. col·lecció Quaderns de Rafalell. Puçol.
- Pau Sif (2005). Tríptic d'un carrer. Volum 123 de col·lecció Poesia 3i4. Eliseu Climent. ISBN 978-84-7502-731-9.
- Pau Sif (2011). Viatger que s'extravia. Volum 14 de La Cantàrida. Documenta Balear S.L. ISBN 978-84-15081-38-8.
- Pau Sif (2011). Breakfast at Saint Anthony's Market. Edicions 96. ISBN 978-84-92763-51-1.

Curador de la edición
- Maria Josep Escrivà; Pau Sif (2003). Ai, València!: poemes (1017-2002) : homenatge a la paraula. Edicions 96. ISBN 978-84-86927-73-8.